# 财政部花园
财政部花园（英語：Treasury Gardens）占地5.8公頃（14英畝），位于澳大利亚维多利亚州东墨尔本，墨尔本中央商务区的东南侧，司布林街（Spring Street）的一侧。它构成了城市花园网络的一部分，包括西侧的斐兹洛伊花园（英語：Fitzroy Gardens）、卡尔顿花园（英語：Carlton Gardens）、旗杆花园（英語：Flagstaff Gardens）和Kings Domain。这些花园因其历史、考古、社会、美学和科学（园艺）重要性，因其出色的19世纪设计、路径布局和种植，而被列入维多利亚遗产名录。

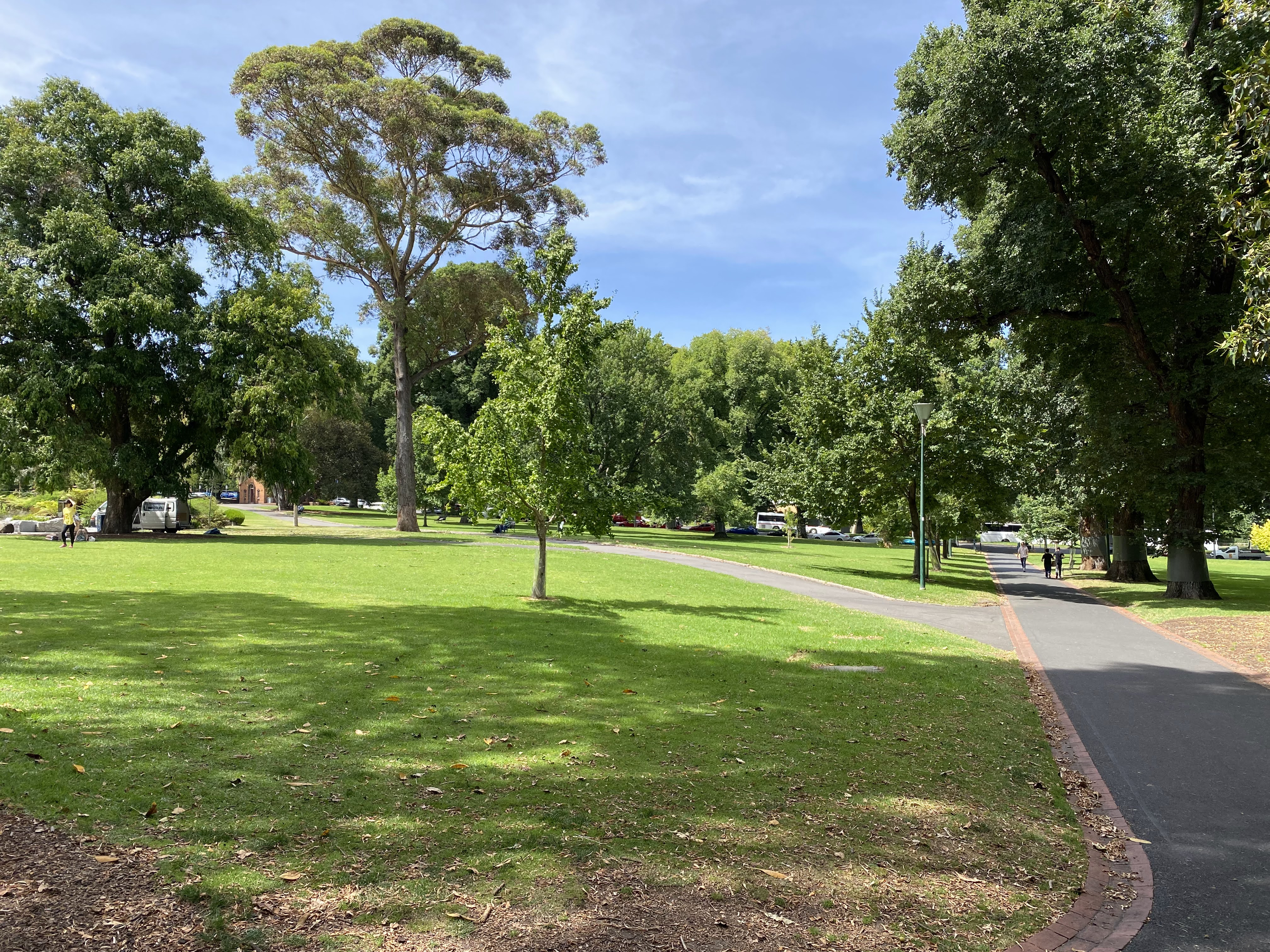
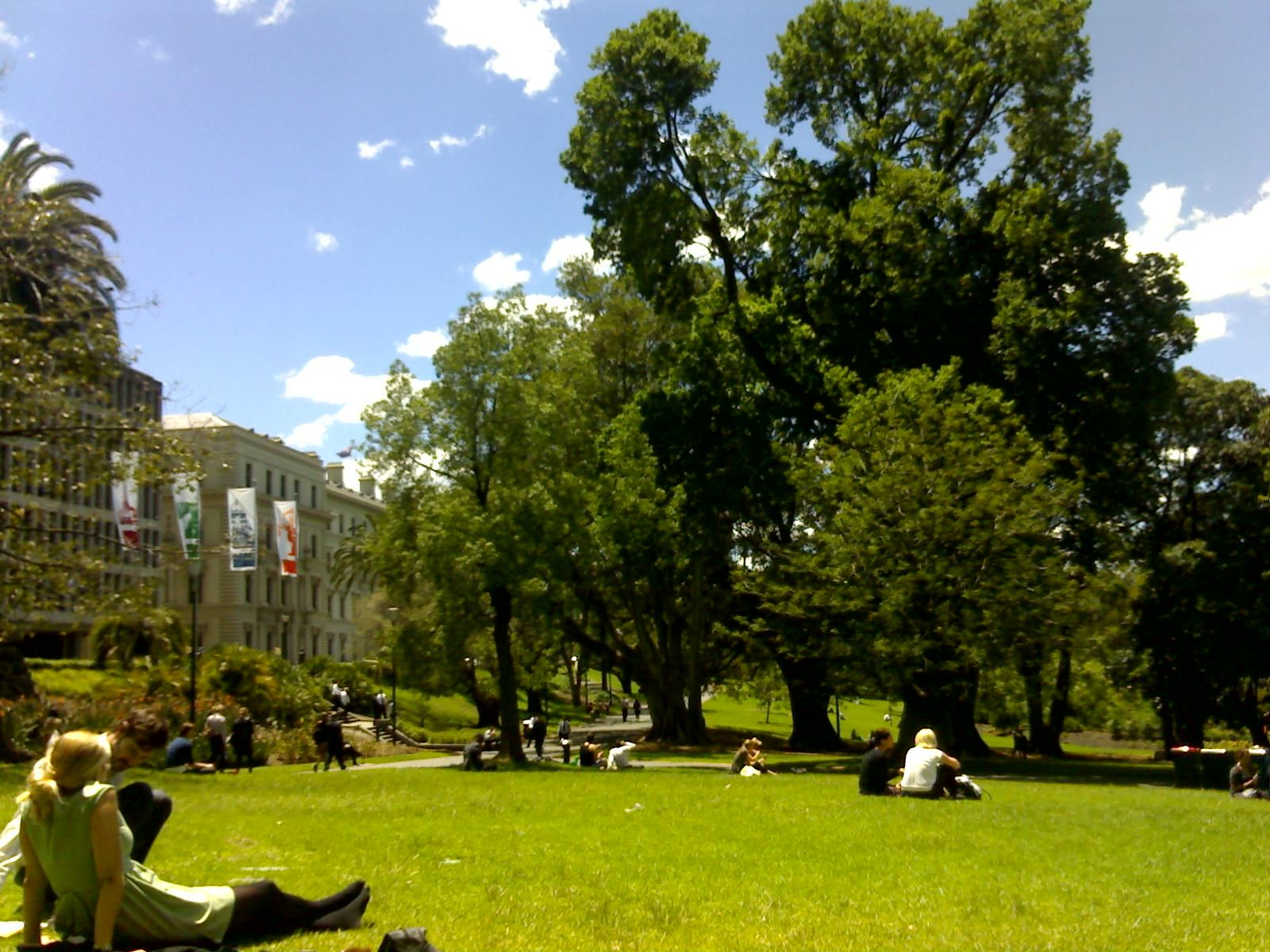
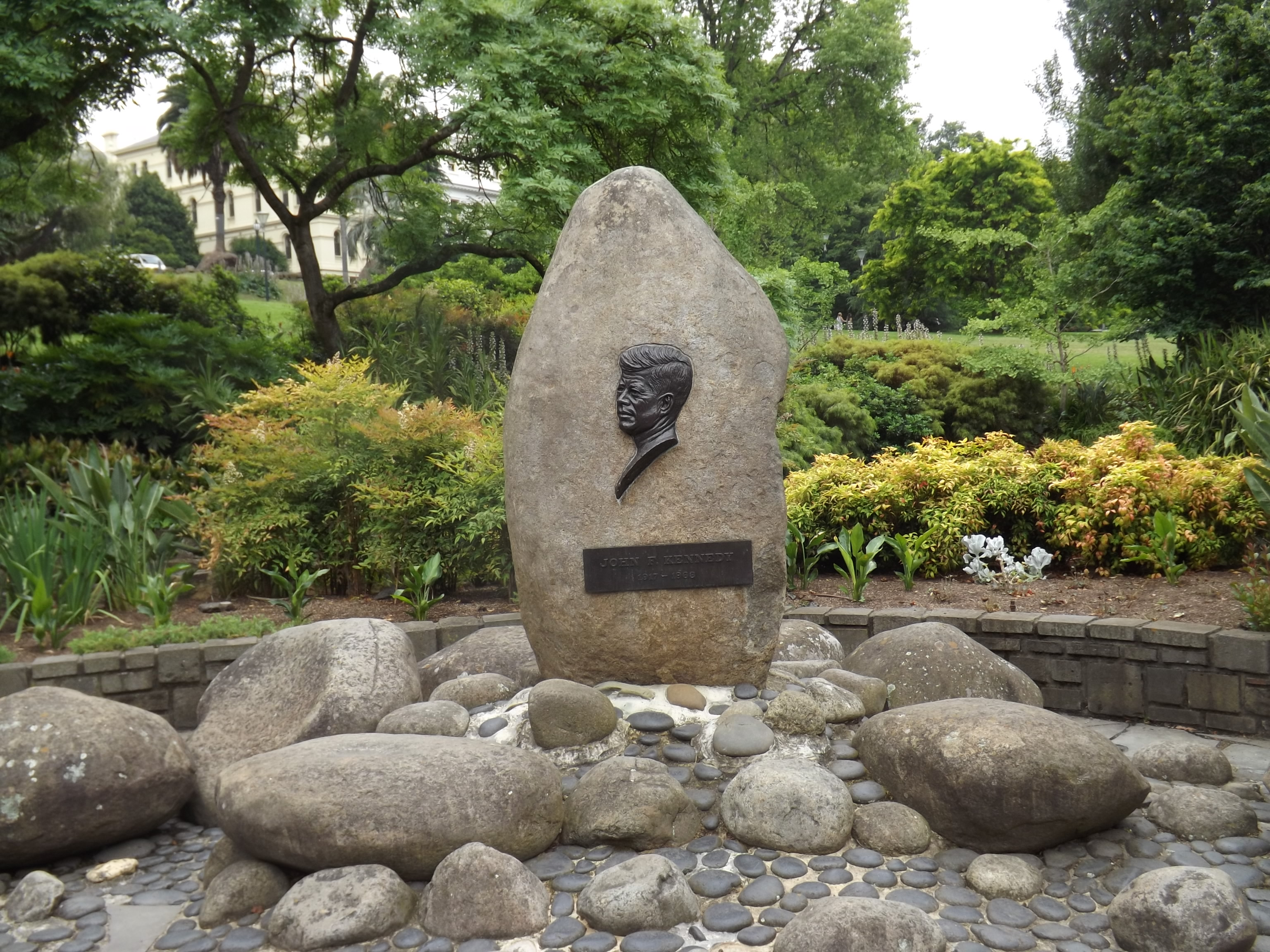
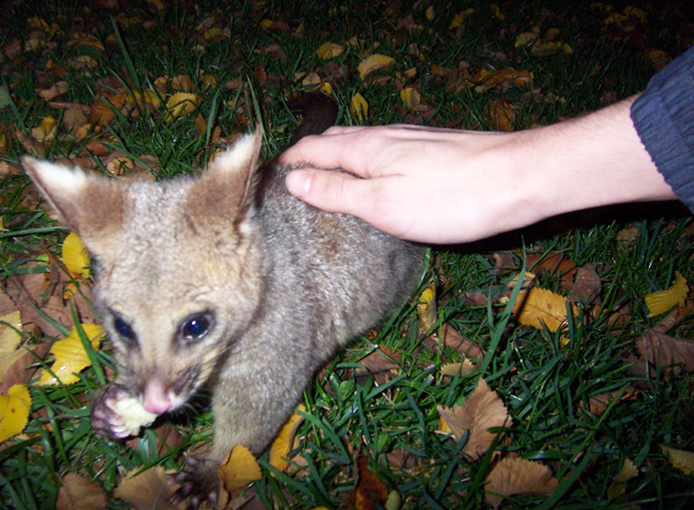